# Porphyrinia compuncta
Porphyrinia compuncta là một loài bướm đêm trong họ Noctuidae.